# La Baratte
La Baratte is een Franse geitenkaas die geproduceerd wordt in Bourgondië door de Fromagerie Chevenet in Hurigny. Vers heeft de kaas een zachte smaak; na rijping wordt dat een vollere smaak. De kaas rijpt op stro afkomstig van de landerijen van de fromagerie.
De Baratte is verkrijgbaar in een conische vorm (Baratte en Mini-baratte) en in een cilindrische vorm (Bouchon).